# Джене
Дженѐ (на френски: Djenné) е град и градска комуна в централната част на Мали. Административно принадлежи към региона Мопти на река Бани с население около 12 700 души.
Градът е известен със своята архитектура и основно с Голямата джамия. Историческият център е в Списъка за световно наследство на ЮНЕСКО, градът членува в Организацията на градовете на световно наследство.

## История
Джене е основан през 13 век от ноносите и е зависимо от Малийската империя. То съперничи с Тимбукту в търговията със злато, роби и сол. Покорено е през 15 век от Сони Али. До 17 век Джене се превръща в процъфтяващо търговско и образователно средище. През 1670 г. става част от царство Бамбара. През 1818 г. градът е превзет от фуланския владетел на Макина Шеху Ахмаду. През 1861 г. Джене става владение на ал Хадж Умар (туколорския император), а през 1893 г. – на Франция. Днес Джене е търговски център за риба, кафе и кола. Наблизо са разположени руините на Джене-Джено, които датират от 250 г. пр.н.е.

## География
Джене е един от най-старите градове в Африка на юг от Сахара. Намира се в южната част на делтата на вътрешен Нигер, между реките Нигер и Бани, на 398 km североизточно от Бамако и на 76 km югозападно от Мопти. Градът обхваща площ от около 70 хектара, който се превръща в остров през дъждовния сезон.
Комуна Джене има площ от 302 km² и включва освен град Джене още 10 околни села: Беле, Диаболо, Гомникубое, Камарага, Кера, Няла, Соала, Син, Велингара и Джеледа. Като център на общината, град Джене е и административен център на едноименния квартал, който е един от 8-те области на региона Мопти.

### Климат
Джене има сух и горещ климат. Най-горещите месеци са април и май, когато среднодневните максимуми са около 40 °C. Леко по-хладно, но и много горещо е от юни до септември. Само през декември и януари средните дневни максимуми падат под 32 °C. От декември до март от североизток, от Сахара, духа сух и прашен вятър. Когато този вятър е особено силен, прахът създава мъгла във въздуха, което значително намалява видимостта. Годишните валежи са около 550 мм. Най-дъждовният месец е август.

## Население
Населението на комуна Джене към 2009 г. е 32 944 души. Основният език на населението е един от диалектите на сонгайските езици. Населението на околните села също говори езиците фула, бамбара и т.н.